# Peter Andersson (Eishockeyspieler, 1962)
Peter Andersson (* 2. März 1962 in Sundsvall) ist ein ehemaliger schwedischer Eishockeyspieler und jetziger -trainer, der in seiner aktiven Zeit von 1978 bis 1995 unter anderem für die Washington Capitals und Nordiques de Québec in der National Hockey League gespielt hat.

## Karriere
Peter Andersson begann seine Karriere als Eishockeyspieler beim Timrå IK, für dessen Profimannschaft er von 1978 bis 1980 in der damals noch zweitklassigen Division 1 aktiv war. Anschließend wurde er im NHL Entry Draft 1980 in der neunten Runde als insgesamt 173. Spieler von den Washington Capitals ausgewählt. Zunächst blieb der Verteidiger jedoch in seiner schwedischen Heimat und spielte von 1980 bis 1983 für den IF Björklöven in der Elitserien, mit dem er in der Saison 1981/82 Vizemeister wurde. Im Sommer 1983 wurde er von den Washington Capitals nach Nordamerika beordert und spielte in den folgenden drei Jahren für die Capitals in der National Hockey League, wobei er in der Saison 1984/85 parallel in der American Hockey League für deren Farmteam, die Binghamton Rangers, zum Einsatz kam. Am 10. März 1986 wurde der Linksschütze im Tausch gegen ein Drittrundenwahlrecht für den NHL Entry Draft 1986 zu den Nordiques de Québec transferiert. Bis zum Ende der Saison 1985/86 stand er in 14 Spielen für die Nordiques in der NHL auf dem Eis. Dabei erzielte er ein Tor und gab neun Torvorlagen.
Von 1986 bis 1989 stand Andersson bei seinem Ex-Club IF Björklöven in der schwedischen Elitserien unter Vertrag. Mit seinem Team gewann er in der Saison 1986/87 zunächst den nationalen Meistertitel, ehe er im folgenden Jahr erneut Vizemeister mit Björklöven wurde. Die Saison 1989/90 verbrachte der zweifache Olympiateilnehmer in der Schweizer Nationalliga A, in der er zunächst für den EV Zug und anschließend für den EHC Kloten auflief. Zuletzt spielte der Schwede von 1990 bis 1995 beim IF Björklöven, der in der Zwischenzeit in die Division 1 abgestiegen war. Zwar gelang ihm mit dem Team in der Saison 1992/93 der Aufstieg in die Elitserien, jedoch konnte er den sofortigen Wiederabstieg nicht verhindern. Im Anschluss an die Saison 1994/95 beendete er im Alter von 33 Jahren seine aktive Karriere.
Von 2006 bis 2008 war Andersson Assistenztrainer der U20-Junioren des IF Björklöven in der Nachwuchsliga SuperElit. Anschließend war er zwei Jahre lang als Assistenztrainer für die Profimannschaft des IF Björklöven in der HockeyAllsvenskan tätig. Zwischen 2011 und 2013 betreute er die Profimannschaft von MODO Hockey als Assistenztrainer. Anschließend war er bis 2015 als Assistenztrainer bei den SCL Tigers tätig. Mit den Tigers schaffte er den Aufstieg aus der National League B in die erstklassige National League A.

### International
Für Schweden nahm Andersson im Juniorenbereich an der U18-Junioren-Europameisterschaft 1980 sowie den U20-Junioren-Weltmeisterschaften 1981 und 1982 teil. Im Seniorenbereich stand er im Aufgebot seines Landes bei den Weltmeisterschaften 1982, 1983, 1987, 1989, 1990 und 1991, in den Jahren 1984, 1987 und 1991 beim Canada Cup, sowie bei den Olympischen Winterspielen 1988 in Calgary und 1992 in Albertville.

## Erfolge und Auszeichnungen
| - 1982 Schwedischer Vizemeister mit IF Björklöven - 1982 Schwedischer All-Star Team - 1983 Schwedischer All-Star Team - 1987 Schwedischer Meister mit IF Björklöven | - 1988 Schwedischer Vizemeister mit IF Björklöven - 1992 Schwedisches All-Star Team - 1993 Aufstieg in die Elitserien mit IF Björklöven - 2015 Meister der National League B mit den SCL Tigers (als Assistenztrainer) - 2015 Aufstieg in die National League A mit den SCL Tigers (als Assistenztrainer) |

### International
| - 1980 Bronzemedaille bei der U18-Junioren-Europameisterschaft - 1980 All-Star Team bei der U18-Junioren-Europameisterschaft - 1981 Goldmedaille bei der U20-Junioren-Weltmeisterschaft - 1984 Silbermedaille beim Canada Cup | - 1987 Goldmedaille bei der Weltmeisterschaft - 1988 Bronzemedaille bei den Olympischen Winterspielen - 1990 Silbermedaille bei der Weltmeisterschaft - 1991 Goldmedaille bei der Weltmeisterschaft |